# Neallogaster annandalei
Neallogaster annandalei is een echte libel uit de familie van de bronlibellen (Cordulegastridae).
De soort staat op de Rode Lijst van de IUCN als onzeker, beoordelingsjaar 2009.
De wetenschappelijke naam van de soort werd in 1923 als Anotogaster annandalei gepubliceerd door Frederick Charles Fraser.